# Étoile de Bessèges 2025
L'Étoile de Bessèges -  Tour du Gard 2025, cinquantacinquesima edizione della corsa e valevole come prova dell'UCI Europe Tour 2025 categoria 2.1, si svolse in quattro tappe dal 5 al 9 febbraio 2025 su un percorso di 590,7 km, con partenza da Bellegarde e arrivo a Alès, in Francia. La vittoria fu appannaggio del francese Kévin Vauquelin, il quale completò il percorso in 13h20'40", alla media di 42,251 km/h, precedendo il belga Dylan Teuns ed il lussemburghese Kevin Geniets.

## Tappe
| Tappa  | Data       | Percorso                        | km    | Vincitore di tappa | Leader cl. generale |
| ------ | ---------- | ------------------------------- | ----- | ------------------ | ------------------- |
| 1ª     | 5 febbraio | Bellegarde > Bellegarde         | 159,1 | Paul Magnier       | Paul Magnier        |
| 2ª     | 6 febbraio | Domessargues > Marguerittes     | 165,8 | Søren Wærenskjold  | Paul Magnier        |
| 3ª     | 7 febbraio | Bessèges > Bessèges             | 136,2 | Arnaud De Lie      | Arnaud De Lie       |
| 4ª     | 8 febbraio | Vauvert > Le Mont Bouquet       | 119   | Kévin Vauquelin    | Kévin Vauquelin     |
| 5ª     | 9 febbraio | Alès > Alès (cron. individuale) | 10,6  | Kévin Vauquelin    | Kévin Vauquelin     |
| Totale | Totale     | Totale                          | 590,7 |                    |                     |

## Squadre e corridori partecipanti
| N.      | Cod. | Squadra                         |
| ------- | ---- | ------------------------------- |
| 1-7     | LTK  | Lidl-Trek                       |
| 11-17   | ARK  | Arkéa-B&B Hotels                |
| 21-26   | EFE  | EF Education-EasyPost           |
| 31-37   | COF  | Cofidis                         |
| 41-47   | ADC  | Alpecin-Deceuninck              |
| 51-57   | SOQ  | Soudal Quick-Step               |
| 61-67   | GFC  | Groupama-FDJ                    |
| 71-77   | IGD  | Ineos Grenadiers                |
| 81-87   | DAT  | Decathlon AG2R La Mondiale Team |
| 91-97   | RBH  | Red Bull-Bora-Hansgrohe         |
| 101-107 | LTS  | Lotto                           |

| N.      | Cod. | Squadra                           |
| ------- | ---- | --------------------------------- |
| 111-117 | UXM  | Uno-X Mobility                    |
| 121-127 | TEN  | TotalEnergies                     |
| 131-137 | TFB  | Team Flanders-Baloise             |
| 141-147 | RKT  | Unibet Tietema Rockets            |
| 151-157 | EKP  | Equipo Kern Pharma                |
| 161-167 | WB2  | Wagner Bazin WB                   |
| 171-177 | VRR  | Van Rysel-Roubaix                 |
| 181-187 | AUB  | St Michel-Preference Home-Auber93 |
| 191-197 | UCN  | CIC U Nantes Atlantique           |
| 201-207 | NMC  | Nice Métropole Côte d'Azur        |

## Dettagli delle tappe

### 1ª tappa
- 5 febbraio: Bellegarde > Bellegarde – 159,1 km

Risultati
| Pos. | Corridore           | Squadra  | Tempo    |
| ---- | ------------------- | -------- | -------- |
| 1    | Paul Magnier        | Soudal   | 3h33'29" |
| 2    | Jordi Meeus         | Red Bull | s.t.     |
| 3    | Marijn van den Berg | EF       | s.t.     |

| Pos. | Corridore           | Squadra  | Tempo    |
| ---- | ------------------- | -------- | -------- |
| 1    | Paul Magnier        | Soudal   | 3h33'19" |
| 2    | Jordi Meeus         | Red Bull | a 4"     |
| 3    | Marijn van den Berg | EF       | a 6"     |

### 2ª tappa
- 6 febbraio: Domessargues > Marguerittes – 165,8 km

Risultati
| Pos. | Corridore         | Squadra | Tempo    |
| ---- | ----------------- | ------- | -------- |
| 1    | Søren Wærenskjold | Uno-X   | 3h57'54" |
| 2    | Arnaud Démare     | Arkéa   | s.t.     |
| 3    | Paul Magnier      | Soudal  | s.t.     |

| Pos. | Corridore           | Squadra  | Tempo    |
| ---- | ------------------- | -------- | -------- |
| 1    | Paul Magnier        | Soudal   | 7h31'09" |
| 2    | Jordi Meeus         | Red Bull | a 8"     |
| 3    | Marijn van den Berg | EF       | a 10"    |

### 3ª tappa
- 7 febbraio: Bessèges > Bessèges – 136,2 km

Risultati
| Pos. | Corridore     | Squadra  | Tempo    |
| ---- | ------------- | -------- | -------- |
| 1    | Arnaud De Lie | Lotto    | 2h27'45" |
| 2    | Arnaud Démare | Arkéa    | s.t.     |
| 3    | Paul Penhoët  | Groupama | s.t.     |

| Pos. | Corridore      | Squadra       | Tempo    |
| ---- | -------------- | ------------- | -------- |
| 1    | Arnaud De Lie  | Lotto         | 9h59'00" |
| 2    | Paul Penhoët   | Groupama      | a 6"     |
| 3    | Sandy Dujardin | TotalEnergies | a 8"     |

### 4ª tappa
- 8 febbraio: Vauvert > Le Mont Bouquet – 119 km

Risultati
| Pos. | Corridore          | Squadra   | Tempo    |
| ---- | ------------------ | --------- | -------- |
| 1    | Kévin Vauquelin    | Arkéa     | 3h06'33" |
| 2    | Thomas Champion    | St Michel | a 26"    |
| 3    | Nicolas Breuillard | St Michel | a 41"    |

| Pos. | Corridore          | Squadra   | Tempo     |
| ---- | ------------------ | --------- | --------- |
| 1    | Kévin Vauquelin    | Arkéa     | 13h05'33" |
| 2    | Nicolas Breuillard | St Michel | a 51"     |
| 3    | Kevin Geniets      | Groupama  | a 57"     |

### 5ª tappa
- 9 febbraio: Alès > Alès – Cronometro individuale – 10,6 km

Risultati
| Pos. | Corridore       | Squadra  | Tempo  |
| ---- | --------------- | -------- | ------ |
| 1    | Kévin Vauquelin | Arkéa    | 15'07" |
| 2    | Rémi Cavagna    | Groupama | a 19"  |
| 3    | Dylan Teuns     | Cofidis  | a 21"  |

| Pos. | Corridore       | Squadra  | Tempo     |
| ---- | --------------- | -------- | --------- |
| 1    | Kévin Vauquelin | Arkéa    | 13h20'40" |
| 2    | Dylan Teuns     | Cofidis  | a 1'22"   |
| 3    | Kevin Geniets   | Groupama | a 1'35"   |

## Evoluzione delle classifiche
| Tappa              | Vincitore          | Classifica generale Maglia ocra | Classifica a punti Maglia gialla | Classifica scalatori Maglia azzurra | Classifica giovani Maglia bianca | Classifica a squadre              |
| ------------------ | ------------------ | ------------------------------- | -------------------------------- | ----------------------------------- | -------------------------------- | --------------------------------- |
| 1ª                 | Paul Magnier       | Paul Magnier                    | Paul Magnier                     | Axandre Van Petegem                 | Paul Magnier                     | Red Bull-Bora-Hansgrohe           |
| 2ª                 | Søren Wærenskjold  | Paul Magnier                    | Paul Magnier                     | Axandre Van Petegem                 | Paul Magnier                     | Red Bull-Bora-Hansgrohe           |
| 3ª                 | Arnaud De Lie      | Arnaud De Lie                   | Arnaud Démare                    | Victor Vercouillie                  | Arnaud De Lie                    | TotalEnergies                     |
| 4ª                 | Kévin Vauquelin    | Kévin Vauquelin                 | Arnaud Démare                    | Victor Vercouillie                  | Clément Izquierdo                | St Michel-Preference Home-Auber93 |
| 5ª                 | Kévin Vauquelin    | Kévin Vauquelin                 | Kévin Vauquelin                  | Victor Vercouillie                  | Clément Izquierdo                | Groupama-FDJ                      |
| Classifiche finali | Classifiche finali | Kévin Vauquelin                 | Kévin Vauquelin                  | Victor Vercouillie                  | Clément Izquierdo                | Groupama-FDJ                      |

Maglie indossate da altri ciclisti in caso di due o più maglie vinte
- Nella 2ª e 3ª tappa Jordi Meeus ha indossato la maglia gialla al posto di Paul Magnier e Arnaud De Lie ha indossato quella bianca al posto di Paul Magnier.
- Nella 4ª tappa Dylan Vandenstorme ha indossato la maglia bianca al posto di Arnaud De Lie.

## Classifiche finali

### Classifica generale - Maglia ocra
| Pos. | Corridore           | Squadra       | Tempo     |
| ---- | ------------------- | ------------- | --------- |
| 1    | Kévin Vauquelin     | Arkéa         | 13h20'40" |
| 2    | Dylan Teuns         | Cofidis       | a 1'22"   |
| 3    | Kevin Geniets       | Groupama      | a 1'35"   |
| 4    | Pierre Latour       | TotalEnergies | a 1'46"   |
| 5    | Thibault Guernalec  | Arkéa         | a 1'55"   |
| 6    | Nicolas Breuillard  | St Michel     | a 1'56"   |
| 7    | Damien Touzé        | Cofidis       | a 2'02"   |
| 8    | Vincent Van Hemelen | Flanders      | a 2'20"   |
| 9    | Thomas Champion     | St Michel     | a 2'23"   |
| 10   | Fabien Doubey       | TotalEnergies | a 2'41"   |

### Classifica a punti - Maglia gialla
| Pos. | Corridore       | Squadra  | Punti |
| ---- | --------------- | -------- | ----- |
| 1    | Kévin Vauquelin | Arkéa    | 54    |
| 2    | Arnaud Démare   | Arkéa    | 40    |
| 3    | Arnaud De Lie   | Lotto    | 34    |
| 4    | Paul Penhoët    | Groupama | 28    |
| 5    | Dylan Teuns     | Cofidis  | 28    |

### Classifica scalatori - Maglia azzurra
| Pos. | Corridore          | Squadra   | Punti |
| ---- | ------------------ | --------- | ----- |
| 1    | Victor Vercouillie | Flanders  | 36    |
| 2    | Kévin Vauquelin    | Arkéa     | 20    |
| 3    | Oliver Knight      | Cofidis   | 12    |
| 4    | Théo Delacroix     | St Michel | 10    |
| 5    | Dylan Teuns        | Cofidis   | 10    |

### Classifica giovani - Maglia bianca
| Pos. | Corridore         | Squadra  | Punti     |
| ---- | ----------------- | -------- | --------- |
| 1    | Clément Izquierdo | Cofidis  | 13h23'29" |
| 2    | Maxime Decomble   | Groupama | a 1'45"   |
| 3    | Arnaud De Lie     | Lotto    | a 2'10"   |
| 4    | Sam Maisonobe     | Cofidis  | a 2'21"   |
| 5    | D. Vandenstorme   | Flanders | a 3'34"   |

### Classifica a squadre
| Pos. | Squadra                           | Tempo     |
| ---- | --------------------------------- | --------- |
| 1    | Groupama-FDJ                      | 40h08'01" |
| 2    | Cofidis                           | a 11"     |
| 3    | St Michel-Preference Home-Auber93 | a 23"     |
| 4    | TotalEnergies                     | a 1'50"   |
| 5    | Arkéa-B&B Hotels                  | a 1'54"   |